# Clemens V.

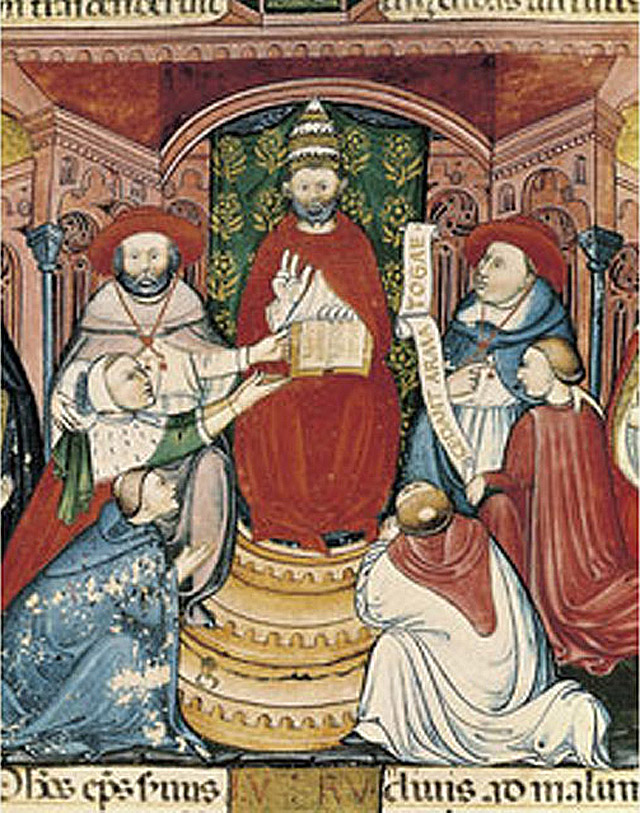
Clemens V.

Clemens V., ursprünglich Bertrand de Got (* zwischen 1250 und 1265 auf Burg Villandraut, Frankreich; † 20. April 1314 in Roquemaure, Frankreich), war ein französischer Geistlicher und Jurist. Vom 5. Juni 1305 bis zum 20. April 1314 Papst der katholischen Kirche. 1309 verlegte er die päpstliche Residenz nach Avignon.

## Kirchenkarriere
Vermutlich stammte Bertrand de Got aus altem südfranzösischen Adel. Er trat dem Grammontenserorden bei und wurde Mönch. An der Lehranstalt für Römisches Recht in Orléans und in Bologna studierte er Recht. Später trat er in die päpstlichen Dienste ein und wurde Kaplan von Papst Bonifatius VIII., der ihn im Jahr 1295 zum Bischof von Comminges ernannte. Vier Jahre später (1299) ernannte ihn Bonifatius VIII. zum Erzbischof von Bordeaux. Während seiner Zeit als Erzbischof entwickelte sich vermutlich seine Freundschaft zum französischen König Philipp IV. dem Schönen.

## Pontifikat

Wappen Clemens’ V., moderne Nachzeichnung

Am 5. Juni 1305 wählte ihn das Konklave nach elfmonatiger Tagung in Perugia zum neuen Papst. Da sich die Zahl der französischen und italienischen Kardinäle die Waage gehalten hatte, konnte man sich lange nicht auf einen Kandidaten einigen. Die Krönung von Papst Clemens V. fand auf seinen Wunsch am 14. November 1305 in Lyon statt. Dabei war auch Clemens’ Freund, der französische König Philipp IV., anwesend.
Papst Clemens V. hielt sich bis 1309 wechselnd in Bordeaux, Poitiers und Toulouse auf. Im März 1309 bestimmte er Avignon zum neuen Sitz der Päpste, wodurch das so genannte „babylonische Exil der Kirche“ begann, das erst im Jahr 1377 von Papst Gregor XI. beendet wurde. Seine provisorische Residenz nahm er im Dominikanerkloster Avignon.

### Die Auflösung des Templerordens
Im August 1307 war ein Versuch des Papstes gescheitert, die Johanniter und die Templer zu vereinigen. Am Freitag, den 13. Oktober 1307, ließ der französische König Philipp IV. alle Templer in Frankreich verhaften. Der Grund war, dass sich der immer in Geldnöten befindende französische König das riesige Vermögen des Tempelordens sichern wollte, obwohl es gerade der Tempelorden war, der immer wieder den französischen Staat vor dem Staatsbankrott gerettet hatte. Dieser Coup war vom König jedoch bereits seit September des Jahres 1307 geplant worden. Im Templerprozess ließ Philipp IV. durch den französischen Generalinquisitor Anklage auf Häresie und Blasphemie gegen den Orden erheben, wobei in der Regel die Geständnisse der zahlreich angeklagten Ordensmitglieder unter der Folter erpresst wurden.
Das von Clemens V. einberufene und von ihm selbst am 16. Oktober 1311 eröffnete Konzil von Vienne entschied, dass die Templer der ihnen vorgeworfenen Häresie und Blasphemie nicht überführt worden seien. Ungeachtet der Konzilsmeinung hob Papst Clemens V. am 22. März 1312 den Templerorden durch die Bulle Vox in excelso mit der Begründung auf, dass allein schon durch den nunmehr schlechten Ruf des Ordens eine derartige Maßnahme notwendig sei, um weiteren Schaden von der Gesamtkirche abzuwenden. Anschließend übereignete der Papst durch die Bulle Ad providam die Güter des Ordens den Johannitern. Der letzte Großmeister der Templer, Jacques de Molay, soll den Papst und den König am 18. März 1314 auf dem Scheiterhaufen verflucht haben, weshalb Clemens V. zumindest von Teilen der gläubigen Bevölkerung später „der verfluchte Papst“ genannt wurde. Der Papsthistoriker Johannes Haller nannte das Vorgehen gegen den Templerorden den „ungeheuersten Justizmord“, den es je gab. Die anderen Fürsten Europas lehnten die päpstlichen Weisungen gegen den Templerorden zunächst ab.

### Weltliche Politik
Unter Papst Clemens V. und seinen Nachfolgern in Avignon wurde das Papsttum eine südfranzösische Provinzeinrichtung. Ausnahmen bildeten nur Benedikt XII. und Urban V.; unter Clemens V., der ein willfähriges Werkzeug der französischen Könige war, dominierte die Gascogne. Die Folge dieser einseitigen Politik war Korruption mit der durch sie geförderten Günstlings- und Nepotenwirtschaft. Die italienischen Kardinäle entkamen nur mit knapper Not einem Gemetzel, das Nepoten des Papstes Clemens V. gegen diese planten. Das Übergewicht französischer oder französisch gesinnter Kardinäle verstärkte er durch die Ernennung weiterer Franzosen zu Kardinälen. Darunter waren fünf nahe Verwandte. Er machte auch sieben Verwandte zu Bischöfen bzw. Erzbischöfen. In seinem gewissenlosen Nepotismus glich er seinen späteren Nachfolgern Sixtus IV. und Alexander VI. Schon von seinen Zeitgenossen wurde die Kurie von Avignon als „klementinischer Jahrmarkt“ verspottet. Die Kurie wurde zum Kreditunternehmen für geistliche Würden, die der Papst an jeden zahlungskräftigen Interessenten vergab. Papst Clemens V. brauchte Geld. Wie es so bildkräftig hieß, war seine Mätresse Brunissende de Foix Talleyrand de Périgord, die Ahnin Talleyrands, kostspieliger als „das ganze heilige Land“. 
Nach der Ermordung Albrechts I. am 1. Mai 1308 bemühte sich der Bruder Philipps IV., Karl von Valois, um die deutsche Königskrone, was Clemens nur scheinbar unterstützte. Der französische Versuch scheiterte und stattdessen wurde Heinrich VII. zum römisch-deutschen König gewählt. Der Papst unterstützte zunächst Heinrich und ließ ihn durch Vertreter am 29. Juni 1312 in Rom zum Kaiser krönen. Als Heinrich allerdings immer ambitionierter versuchte, die Reichsrechte zu wahren und auch gegen Verbündete des Papstes vorging, vor allem gegen Robert von Neapel, kam es zum Konflikt mit Clemens, der auch von Philipp IV. unter Druck gesetzt wurde. Einen Bericht über den Italienzug Heinrichs VII. fertigte der Dominikaner und Bischof Nikolaus von Butrinto für Papst Clemens V. an. Der Traum einer Restaurierung des alten Reiches starb mit Kaiser Heinrich am 24. August 1313; der Papst ließ nach dem Tod des Kaisers verlautbaren, dass dessen Verurteilung Roberts ungültig sei.
Aus dem negativen Urteil Dantes über Papst Clemens V. ist deutliche Verachtung zu spüren. Dante ließ im 19. Gesang seiner Göttlichen Komödie im dritten Graben des achten Höllenkreises der Hölle durch Papst Nikolaus III. die bevorstehende Höllenfahrt von Papst Clemens V. ankündigen. Zitat: „Denn nach ihm (Bonifaz VIII.) kommt von Westen her ein Schlimmerer – ein zügelloser Seelenhirte“.
Clemens gründete die Universität Perugia und machte aus der Lehranstalt, an der er einst studiert hatte, die Universität Orléans. Auch gingen auf ihn die erst unter Johannes XXII. am 25. Oktober 1317 öffentlich verkündeten Clementinae zurück. Diese kanonische Gesetzessammlung galt noch bis 1917.
Papst Clemens V. starb am 20. April 1314 vermutlich an Krebs und wurde in der Kirche Notre Dame in Uzeste beigesetzt.

## Werke
- Constitutiones. [s. l.] Deutschland (?) nach 1317 (Digitalisat der Handschrift Msc.Can.28 der Staatsbibliothek Bamberg).
- Constitutiones: Mit der Glosse des Johannes Andreae. Anton Koberger, Nürnberg 1486 (Digitalisierte Ausgabe der Universitäts- und Landesbibliothek Düsseldorf); Erstausgabe Basel 1476 (Digitalisat).
- Constitutiones: Mit der Glosse des Johannes Andreae. Anton Koberger, Nürnberg 15. I. 1482.
- Constitutiones: Mit der Glosse des Johannes Andreae und 20 Extravaganten in der Redaktion des Alexander de Nevo, Basel 1486 (Digitalisat).
- Constitutiones: Mit der Glosse des Johannes Andreae und 20 Extravaganten in der Redaktion des Alexander de Nevo. Basel: Nikolaus Keßler, nicht nach 1489 (Digitalisat).